# Comtat de Gjirokastër
El comtat de Gjirokastër (en albanès Qarku i Gjirokastrës) és un dels dotze comtats d'Albània. Compta amb una població de 60,013 habitants en una superfície de 2,884 km2 segons el cens de 2023.
Fins a l'any 2000, el comtat de Gjirokastër es va subdividir en tres districtes: Gjirokastër, Përmet i Tepelenë. Des de la reforma del govern local de 2015, el comtat consta dels 7 municipis següents: Dropull, Gjirokastër, Këlcyrë, Libohovë, Memaliaj, Përmet i Tepelenë. Abans del 2015, estava format pels 32 municipis següents: